# Native Sense: The New Duets
Albums de Gary Burton et Chick Corea
Duet
(1979) The New Crystal Silence
(2008)
Native Sense : The new Duets est un album en duo du vibraphoniste Gary Burton et du pianiste Chick Corea, sorti en 1997 chez ECM.

## Pistes
| No  | Titre            | Musique         | Durée |
| --- | ---------------- | --------------- | ----- |
| 1.  | Native Sense     | Chick Corea     | 6:29  |
| 2.  | Love Castle      | Chick Corea     | 7:25  |
| 3.  | Duende           | Chick Corea     | 8:03  |
| 4.  | No Mystery       | Chick Corea     | 9:05  |
| 5.  | Armando's Rhumba | Chick Corea     | 3:43  |
| 6.  | Bagatelle n°6    | Béla Bartók     | 1:14  |
| 7.  | Postscript       | Chick Corea     | 5:44  |
| 8.  | Bagatelle n°2    | Béla Bartók     | 2:46  |
| 9.  | Tango'92         | Chick Corea     | 4:58  |
| 10. | Rhumbata         | Chick Corea     | 9:34  |
| 11. | Four in One      | Thelonious Monk | 6:29  |